# Si Rat Malai

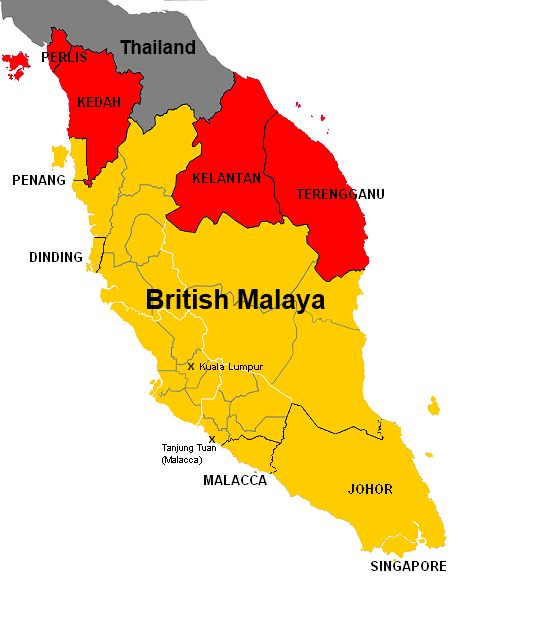
Zones d'occupation thaïlandaise en rouge (Si Rat Malai) et les zones d'occupation japonaises en jaune.

Si Rat Malai (thaï : สี่รัฐมาลัย « Quatre États malais ») est une ancienne division administrative de la Thaïlande entre 1943 et 1945. Elle comprenait les quatre États du nord de Kedah, Perlis, Kelantan et Terengganu en Malaisie britannique annexés par le gouvernement thaïlandais aligné sur l'Axe après l'invasion japonaise de la Malaisie.
Les autorités thaïlandaises ont fait d'Alor Setar le centre d'administration du territoire. La Thaïlande a administré les états comme Syburi (ไทรบุรี), Palit (ปะลิส), Kalantan (กลันตัน) et Trangkanu (ตรัง กา นู) du 18 octobre 1943 jusqu'à la reddition des Japonais à la fin de la guerre.